# Томас де Ґрей
Томас Філіп де Ґрей, 2-й граф де Ґрей KG (8 грудня 1781, Ньюбі — 14 листопада 1859, Лондон) — британський аристократ і політик, член політичного об'єднання торі і Консервативної партії, міністр у першому уряді Роберта Піла.
Народився як Томас Філіп Робінсон. Був старшим сином Томаса Робінсона, 2го барона Ґрентема та Мері Йорк, дочки 2-го графа Гардвіка. Його молодшим братом був Фредерік Робінсон, пізніший прем'єр-міністр Великої Британії. Після смерті батька в 1786 р. Томас успадкував титул 2-го барона Ґремтема і по досягненні відповідного віку став членом Палати лордів. В 1803 р. змінив прізвище на Веделл. Після смерті тітки в 1833 р. успадкував титул 2-го графа де Ґрея. Тоді відповідно змінив прізвище на де Ґрей.
У 1798—1801 навчався в Коледжі Сент-Джон'с Кембриджського університету. У грудні 1834 став членом Таємної ради та отримав посаду першого лорда Адміралтейства, яку займав до квітня 1835. Від вересня 1841 до липня 1844 був лордом-намісником Ірландії. Від 1818 був лордом-намісником Бедфордширу. В 1844 став кавалером Ордена Підв'язки. Був ад'ютантом британського короля Вільяма IV і королеви Вікторії.